# Aprilia
 Denne artikel omhandler virksomheden. Opslagsordet har også en anden betydning, se Aprilia (by).
Aprilia er en scooter- og motorcykelproducent fra Italien. Virksomheden er ejet af Piaggio. 

## Modeller
Aprilia har bl.a. produceret flg modeller scootere/knallerter:
- Amico
- Area51
- Habana Custom
- Rally (AC)
- Rally (LC)
- SX50
- RS50
- RX50
- Scarabeo
- Sonic (LC)
- Sonic (AC)
- SR50 Replica
- SR50 Viper
- SR50 Max Biaggi
- SR50 Urban Kid
- SR50 WWW
- SR50 Sport
- SR50 Netscaper
- SR50 Stealth
- SR50 Racing
- SR50 Replica
- SR50 ValeRossi
- SR50 Peace & Love
- SR50 2000
- SR50 DiTech
- SR50 Factory
- SR50 Factory PureJet
- RS50